# 2002 год в кино
В данной статье представлены списки топ-10 самых кассовых фильмов года, самих фильмов, вышедших в течение года, и наград, полученных фильмами за 2002 год.

## Самые кассовые фильмы
| Место | Название                                | Студия              | Мировые кассовые сборы |
| ----- | --------------------------------------- | ------------------- | ---------------------- |
| 1     | Властелин колец: Две крепости           | New Line Cinema     | $926 047 111           |
| 2     | Гарри Поттер и Тайная комната           | Warner Bros.        | $878 979 634           |
| 3     | Человек-паук                            | Columbia Pictures   | $821 708 551           |
| 4     | Звёздные войны. Эпизод II: Атака клонов | 20th Century Fox    | $649 398 328           |
| 5     | Люди в чёрном 2                         | Columbia Pictures   | $441 818 803           |
| 6     | Умри, но не сейчас                      | Metro-Goldwyn-Mayer | $431 971 116           |
| 7     | Знаки                                   | Touchstone Pictures | $408 247 917           |
| 8     | Ледниковый период                       | 20th Century Fox    | $383 257 136           |
| 9     | Моя большая греческая свадьба           | IFC                 | $368 744 044           |
| 10    | Особое мнение                           | 20th Century Fox    | $358 372 926           |

## Фильмы

### Мировое кино
- 11 сентября
- 8-я миля
- Аминь
- Арнольд!
- Астерикс и Обеликс: Миссия „Клеопатра“
- Блэйд 2
- Властелин колец: Две крепости
- Возмещение ущерба
- Гарри Поттер и Тайная комната
- Грязные прелести
- Девдас
- Звонок
- Звёздные войны. Эпизод II. Атака клонов
- Звёздный путь: Возмездие
- Идентификация Борна
- Испанка
- К-19
- Комната страха
- Королева проклятых
- Лиля навсегда
- Наруто
- Миллионер поневоле
- Мэй
- На десять минут старше (эпизод «История вод»)
- Обитель зла
- Особое мнение
- Остин Пауэрс: Голдмембер
- Синдром Т. Т.
- Спеши любить
- Стрекоза
- Стрельба
- Телефонная будка
- Трасса 60
- Умри, но не сейчас
- Человек-паук
- Цыпочка

### Отечественные фильмы и фильмы постсоветских республик

#### Азербайджан
- Гаджи-Кара (реж. Джахангир и Эльнур Мехтиевы)

#### РФ
- Брак по расчёту
- В движении
- Война
- Гололёд
- Даже не думай!
- Дом дураков
- Кино про кино
- Небо. Самолёт. Девушка
- Элвис (Реж. Эльдар Рязанов)

#### Фильмы совместных производителей
- Прикованный (Белоруссия, Россия)

## Телесериалы

### Латиноамериканские сериалы

#### Мексика
- Таковы эти женщины

### Российские сериалы
- Спецназ
- Бригада
- Ледниковый период
- По ту сторону волков
- Азазель
- Дневник убийцы
- Агентство «Золотая пуля»

### Сериалы совместного производства
- Русские в городе ангелов (Россия, США)

## Награды

### Премия «Оскар» 2002
- Лучший фильм: «Игры разума»
- Лучший режиссёр: Рон Ховард — «Игры разума»
- Лучший актёр: Дензел Вашингтон — «Тренировочный день»
- Лучшая актриса: Холли Берри — «Бал монстров»
- Лучший актёр второго плана: Джим Бродбент — «Айрис»
- Лучшая актриса второго плана: Дженнифер Коннелли — «Игры разума»
- Лучший иностранный фильм: «Ничья земля»
- Лучший оригинальный сценарий: Джулиан Феллоуз, Роберт Олтмен, Боб Бэлабан — «Госфорд парк»
- Лучший адаптированный сценарий: Акива Голдсман, Сильвия Насар — «Игры разума»

### 55-й Каннский кинофестиваль
- Золотая пальмовая ветвь: «Пианист»
- Гран-При фестиваля: «Человек без прошлого»
- Приз жюри:"Божественное вмешательство"
- Лучшая режиссёрская работа: Пол Томас Андерсон — «Любовь, сбивающая с ног» и Им Гвон-тхэк — «Штрихи огня»
- Приз за лучшую мужскую роль: Оливье Гурме — «Сын»
- Приз за лучшую женскую роль: Кати Оутинен — «Человек без прошлого»
- Приз за лучший сценарий: Пол Лаверти — «Милые шестнадцать лет»

### 59-й Венецианский кинофестиваль
- Золотой лев: «Сёстры Магдалины»
- Приз за лучшую мужскую роль: Стефано Аккорси — «Путешествие под названием любовь»
- Приз за лучшую женскую роль: Джулианна Мур— «Вдали от рая»
- Особый приз жюри: «Дом дураков»

### 52-й Берлинский кинофестиваль
- Золотой медведь: «Унесённые призраками» и «Кровавое воскресенье»
- Серебряный медведь, Гран-При жюри фестиваля: «Гриль-бар „На полпути“»
- Серебряный медведь за лучшую режиссёрскую работу: Отар Иоселиани — «Утро понедельника»
- Серебряный медведь за лучшую мужскую роль: Жак Гамблен — «Пропуск»
- Серебряный медведь за лучшую женскую роль: Холли Берри — «Бал монстров»

### 24-й Московский кинофестиваль
- Святой Георгий: «Воскресение»

### Кинофестиваль Сандэнс
- Гран-при (драма): «Персональное ускорение»
- Лучший режиссёр (игровое кино): Гари Виник — «Ловелас»

### Премия «Золотой глобус» 2002
- Лучший фильм (драма): «Игры разума»
- Лучший фильм (кинокомедия/мюзикл): «Мулен Руж»
- Лучший режиссёр: Роберт Олтмен — «Госфорд парк»
- Лучший актёр (драма): Рассел Кроу — «Игры разума»
- Лучший актёр (кинокомедия/мюзикл): Джин Хэкмен — «Семейка Тененбаум»
- Лучший актёр второго плана: Джим Бродбент — «Айрис»
- Лучшая актриса (драма): Сисси Спейсек — «В спальне»
- Лучшая актриса (кинокомедия/мюзикл): Николь Кидман — «Мулен Руж»
- Лучшая актриса второго плана: Дженнифер Коннелли — «Игры разума»
- Лучший иностранный фильм: «Ничья земля»

### Кинопремия «BAFTA» 2002
- Лучший фильм: «Властелин колец: Братство Кольца»
- Лучший фильм на иностранном языке: «Сука любовь»
- Приз имени Дэвида Лина за достижения в режиссуре: Питер Джексон — «Властелин колец: Братство Кольца»
- Лучший актёр: Рассел Кроу — «Игры разума»
- Лучшая актриса: Джуди Денч — «Айрис»
- Лучший актёр второго плана: Джим Бродбент — «Мулен Руж»
- Лучшая актриса второго плана: Дженнифер Коннелли — «Игры разума»

### Critics' Choice Movie Awards
- Лучший фильм: «Игры разума»
- Лучший режиссёр: Рон Ховард — «Игры разума» и Баз Лурман — «Мулен Руж»
- Лучшая актёр: Рассел Кроу — «Игры разума»
- Лучшая актриса: Сисси Спейсек — «В спальне»
- Лучший актёр второго плана: Бен Киингсли — «Сексуальная тварь»
- Лучшая актриса второго плана: Дженнифер Коннелли — «Игры разума»
- Лучший (-ая) молодой (-ая) актёр/актриса: Дакота Фаннинг — «Я — Сэм»
- Лучший актёрский состав: «Госфорд парк»
- Лучший анимационный фильм: «Шрек»
- Лучший фильм на иностранном языке: «Амели»

### Премия Гильдии киноактёров США
- Лучшая мужская роль: Рассел Кроу — «Игры разума»
- Лучшая женская роль: Холли Берри — «Бал монстров»
- Лучшая мужская роль второго плана: Иэн Маккеллен — «Властелин колец: Братство Кольца»
- Лучшая женская роль второго плана: Хелен Миррен — «Госфорд парк»
- Лучший актёрский состав: «Госфорд парк»

### Премия гильдия режиссёров Америки
- Лучший фильм: Рон Ховард — «Игры разума»

### Премия «Сезар» 2002
- Лучший фильм: «Амели»
- Лучший режиссёр: Жан-Пьер Жёне — «Амели»
- Лучший актёр: Мишель Буке — «Как я убил своего отца»
- Лучшая актриса: Эммануэль Дево — «Читай по губам»

### MTV Movie Awards 2002
- Лучший фильм года: «Властелин колец: Братство кольца»
- Лучший актёр: Уилл Смит — «Али»
- Лучшая актриса: Николь Кидман — «Мулен Руж»
- Прорыв года (актёр): Орландо Блум — «Властелин колец: Братство кольца»
- Прорыв года (актриса): Мэнди Мур — «Спеши любить»

### Премия «Сатурн» 2002
- Лучший научно-фантастический фильм: «Искусственный разум»
- Лучший фильм-фэнтези: «Властелин колец: Братство кольца»
- Лучший фильм ужасов: «Другие»
- Лучший приключенческий фильм/боевик/триллер: «Помни»
- Лучший режиссёр: Питер Джексон — «Властелин колец: Братство кольца»
- Лучшая мужская роль: Том Круз — «Ванильное небо»
- Лучшая женская роль: Николь Кидман — «Другие»
- Лучшая мужская роль второго плана: Иэн Маккеллен — «Властелин колец: Братство кольца»
- Лучшая женская роль второго плана: Фионнула Флэнаган — «Другие»
- Лучший сценарий: Стивен Спилберг — «Искусственный разум»

### Премия Европейской киноакадемии 2002
- Лучший европейский фильм: «Поговори с ней»
- Лучший европейский режиссёр: Педро Альмодовар — «Поговори с ней»
- Лучший европейский актёр: Серджио Кастеллитто — «Неотразимая Марта»
- Лучшая европейская актриса: Катрин Денёв, Изабель Юппер, Эммануэль Беар, Фанни Ардан, Виржини Ледуайен, Даниель Дарьё, Людвин Санье, Фирмин Ришар — «8 женщин»

### Кинопремия «Ника» 2002
- Лучший игровой фильм: «Телец»
- Лучший анимационный фильм: «Кошки под дождём»
- Лучший режиссёр: Александр Сокуров — «Телец»
- Лучший сценарий: Юрий Арабов — «Телец»
- Лучший актёр: Леонид Мозговой — «Телец»
- Лучшая актриса: Мария Кузнецова — «Телец»
- Лучшая мужская роль второго плана: Михаил Ефремов — «Граница: Таёжный роман»
- Лучшая женская роль второго плана: Евгения Добровольская — «Механическая сюита»
- Открытие года: Владислав Галкин — «В августе 44-го…»

### Кинофестиваль «Кинотавр» 2002
- Лучший фильм: «Война»
- Гран-при: «Любовник»
- Лучшая мужская роль: Олег Янковский — «Любовник»
- Лучший сценарий: Юрий Рогозин — «Первокурсница»